# Sazená
Sazená (deutsch Sasena) ist eine Gemeinde mit 272 Einwohnern (2006) in Tschechien. Sie liegt sieben Kilometer nördlich von Kralupy nad Vltavou und gehört zum Okres Kladno. Die Gemeindefläche beträgt 677 ha.

## Geographie
Der Ort befindet sich 176 m ü. M. linksseitig der Moldau im Tal des Bakovský potok. Südöstlich der Gemeinde verläuft die Staatsstraße 16 zwischen der Autobahn D 8 bei Nová Ves und Velvary, dahinter liegt das Zentrale Erdöllager Tschechiens bei Nelahozeves. Im Nordwesten der Gemeinde liegt der Sportflugplatz Sazená (LKSZ).
Nachbarorte sind Ledčice im Norden, Nová Ves im Nordosten, Nové Ouholice im Osten, Staré Ouholice und Podhořany im Südosten, Uhy im Süden, Chržín im Südwesten, Miletice im Westen sowie Loucká im Nordwesten.

## Geschichte
Das Dorf entstand wahrscheinlich im 12. Jahrhundert bei der Kolonisation der Gegend. Die erste urkundliche Erwähnung von Sazená erfolgte im Jahre 1295 als Besitz der örtlichen Edelleute Theodorik und Držkraj. Bis ins 16. Jahrhundert gehörte der Ort verschiedenen unbedeutenden Grundherren. 1513 wurde das Dorf niedergebrannt. Zu dieser Zeit war Sazená im Besitz der Prager Altstadt, die das Dorf 1547 an die Königliche Kammer verkaufte.
Ein Jahr später erwarb Florian Griespek von Griespach das Dorf von Ferdinand I. und schlug ihn seiner Herrschaft Mühlhausen zu. 1606 ließen die Griespach das Schloss Sazená erbauen, um das im Laufe der Zeit das herrschaftliche Gut entstand. 1757 erwarb das Kloster Doksany das Gut. Während der Bewirtschaftung durch die Prämonstratenser wurde die Brauerei aufgegeben. Die Zeit bis 1773 wurde die Blütezeit des Gutes, mehrere Stadel, der Speicher und die Schäferei entstanden, das Schloss und die Brücke wurden ausgebessert. Nach der Aufhebung des Klosters im Jahre 1782 kaufte Ulrich Graf Kinský das Gut und schloss es an die Herrschaft Zlonice an. 1810 vernichtete ein Großbrand 30 Häuser. Während der Napoleonischen Kriege erfolgte 1813 der Durchzug großer Truppenverbände der Koalition auf dem Weg zu den Schlachten bei Dresden und Kulm.
Nach der Aufhebung der Leibeigenschaft wurde die Gutsherrschaft 1848 aufgelöst und in zwei Höfe aufgeteilt. Nach der Gründung der Tschechoslowakei erfolgte 1921 die Verstaatlichung des Großgrundbesitzes der Kinský. Das Schloss und der größte Teil des Waldes ging in Gemeindeeigentum über. Von 1947 bis 1948 wurde das Schloss zum Kulturhaus umgebaut und jetzt ist es u. a. Sitz des Gemeindeamtes.
Vom 13. bis 19. Oktober 2002 fanden auf dem Sportflugplatz die Weltmeisterschaften im Raketenmodellsport statt, an der ca. 300 Sportler aus 11 Ländern teilnahmen.

## Sehenswürdigkeiten
- Schloss Sazená, 1606 erbaut
- Barocke Mühle, 1762 in ihre heutige Form umgestaltet
- Steinerne Brücke über den Bakovský potok. Das Bauwerk mit drei Pfeilern und vier Bögen war früher mit sechs Skulpturen verziert, von denen noch der Hl. Johannes von Nepomuk und die Kreuzigung Christi erhalten geblieben sind
- Forsthaus, der ursprüngliche Renaissancebau wurde barock umgestaltet

## Ortsgliederung
Für die Gemeinde Sazená sind keine Ortsteile ausgewiesen. Der Ort wird vom Bakovský potok in die Malá Strana (Kleinseite) und Velká Strana (Großseite) geteilt.

## Persönlichkeiten

### Söhne und Töchter der Gemeinde
- Josef Lev (1832–1898), Kammersänger, Bariton
- František Slabý (1863–1919), tschechischer Maler, sein Grab befindet sich auf dem Friedhof Chržín

### Im Ort lebten und wirkten
- Antonín Strnad (1746–1799), Meteorologe, Mathematiker und Astronom

## Veranstaltungen
Der Sportflugplatz LKSZ ist alljährlich im September/Oktober Austragungsort für den Sazená-Cup, einen Modellraketenflugwettbewerb, bei dem Wettkämpfe in allen Modellraketen-Wettkampfklassen stattfinden.
Seit 1991 wird auf dem Flugplatz das Motorseglertreffen Aerotour Sazená gemeinsam vom Aeroklub Kralupy nad Vltavou und Motorseglern aus der Oberpfalz veranstaltet. Die höchste Beteiligung war im Jahre 1994 mit 50 Besatzungen. Es kommen aber nicht nur Motorsegler, sondern Maschinen aller Typen. Die nächste Veranstaltung wird am letzten Augustwochenende 2011 stattfinden.